# Піфія Мальчевського
«Піфія» — картина польського художника Яцека Мальчевського (1854—1929) на давньогрецьку тему.

## Передумови і коливання зацікавленості
Давньогрецька і давньоримська тематика в 19 столітті набули значення благопристойних, але звичних і нудних тем, притаманних мистецтву різних країн. За теми міфологічного та біблійного жанрів до судом міцно трималась освітня художня система, не помічаючи ні їх анахронізму, ні помертвілості. Античну тематику на початковому етапі розробляли Жан-Огюст-Домінік Енгр, Теодор Жеріко(«Дівчата викликають на змагання спартанських юнаків»), Едуар Мане, в Російській імперії — Карл Брюлов, Іван Крамськой, Ілля Рєпін (малюнки, «Христос воскрешає доньку Іаіра»), Михайло Врубель («Бенкет римлян») та інші. Але вже античні композиції Енгра не завжди вітались, незважаючи на майстерність їх виконання. А в історії мистецтва поціновуватимуть портрети сучасників Енгра, картини Жеріко, Едуара Мане, Рєпина і Крамського на сучасну тематику.
Найбільш значні зрушення відбились в мистецтві Франції. Боротьба з консервативним академізмом відбилась в появі як новітніх течій (французький романтизм, Барбізонська школа , імпресіонізм), так і в ствердженні сюжетів реального життя (Гюстав Курбе, «Похорон в Орнані», Едуар Мане Бар «Фолі-Бержер», низка картин імпресіоністів і постімпресіоністів). Давньогрецька і давньоримська тематика була витіснена на узбіччя мистецтва і перейшла в навчальні аудиторії та малоякісне салонне мистецтво.
На початок 20 ст. помітно зріс інтерес до дещо призабутих античних тем, які почали сприймати інакше, ностальгічно. В цей час набули міці процеси перегляду мистецтва Стародавньої Греці. Митці різних країн жадібно вивчали твори різних періодів історії Греції і відтворювали імпульси призабутих епох в своїх творах(античні теми у Пікассо, Івана Мештровича, пізніше у Антуана Бурделя(що звернувся до давньогрецької архаїки), Арістида Майоля (що звернувся до класичної доби тощо). У російського художника Сєрова античність надзвичайно наближена до реальності і навіть побутовості. В картині " Одісей і Навзікая " мотив античного оповідання трактований з незвичною простотою і без жодних слідів академізму, що монополізував античність на той час.

## Опис твору

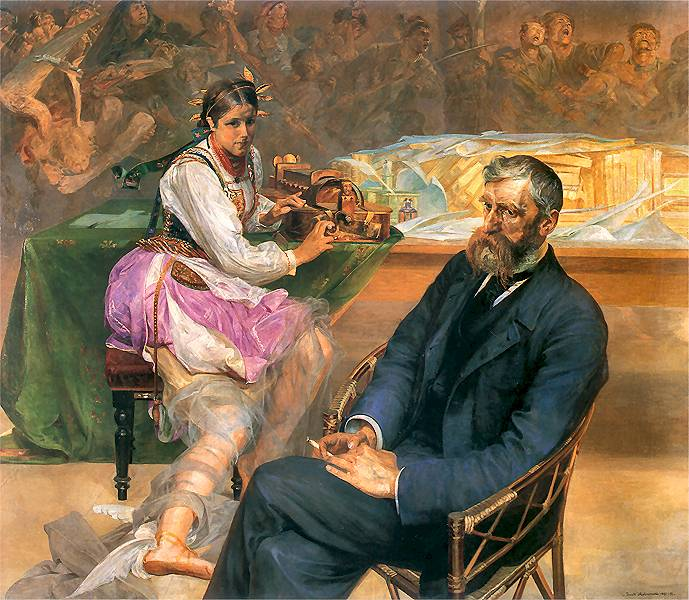
"Портрет Адама Асника з музою ", 1897, Нац. музей, Познань.

Яцек Мальчевський нечасто звертався до античних сюжетів. Хоча іноді робив спроби поєднати античність з сучасністю ("Портрет Адама Асника з музою ", «Автопортрет з музою»), але його музи не мають нічого спільного з її археологічним образом. Мальчевський знову повернувся до варіанту зі значущою, але поодинокою жіночою фігурою, яку неодноразово використовував в минулому («Інтермеццо», «Танатос і смерть Елое», «Весна», «Отруєний колодязь»).
В тривожні місяці 1917 року він звернувся до образу піфії, наче в очікуванні пророцтва на невизначене майбутнє. В варіанті, що зберігається в Національному музеї в Кельцях, Мальчевський досить старанно відтворив піфію так, як її описували: молода дівчина в чистому вбранні присіла на високий триногий стілець в очікуванні ядучої пари. На обличчі «Піфії» з Кельців посмішка наче в очікуванні приємної зустрічі з Богом. Її оточує пара, крізь яку видно археологічно точно відтворену давньогрецьку архітектуру. Від античності тут самі натяки і буденність.
Зовсім іншу інтерпретацію «Піфії» мав глядач в варіанті, що зберігає нині Львівська національна галерея мистецтв. Її теж датують 1917 роком, коли Європу роздирала Перша світова війна. На триножнику самовпевнена, дебела дівчина з оголеними ногами, несподівано смілива і ніяк не антична. Митець не потурбувався навіть відтворити грецьку архітектуру чи вишиті візерунки на її сукні, як то зробив в попередньому варіанті. Піфія ще не впала в екстаз і лише готується до пророцтва. Але її вже рясно оточує отруйна пара, крізь яку ледь помітні обличчя, але не стародавніх греків, а стривожених сучасників самого Яцека Мальчевського.

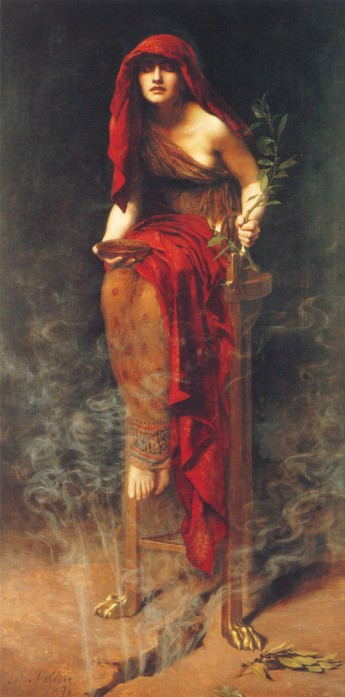
Худ. Джон Кольєр, «Піфія», 1891 р.Галерея мистецтв Південної Австралії
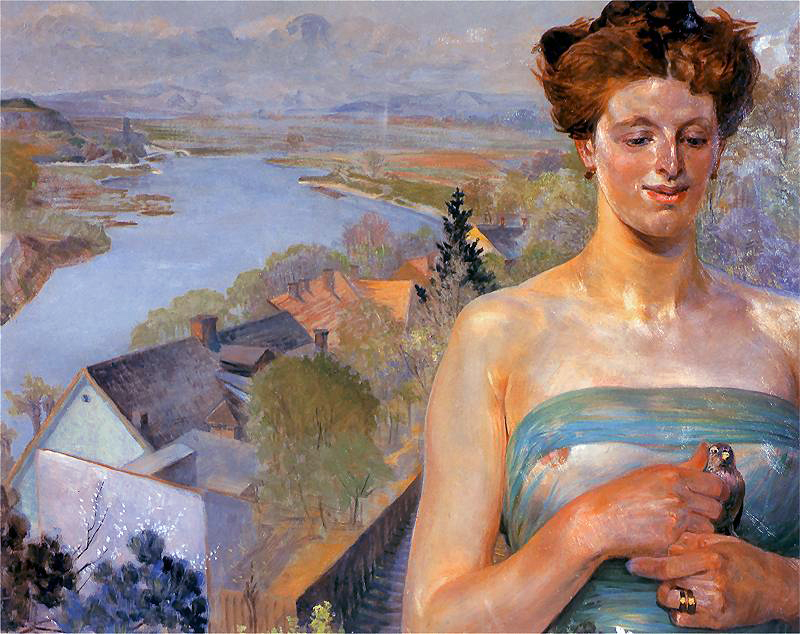
Я.Мальчевський, «Весна»
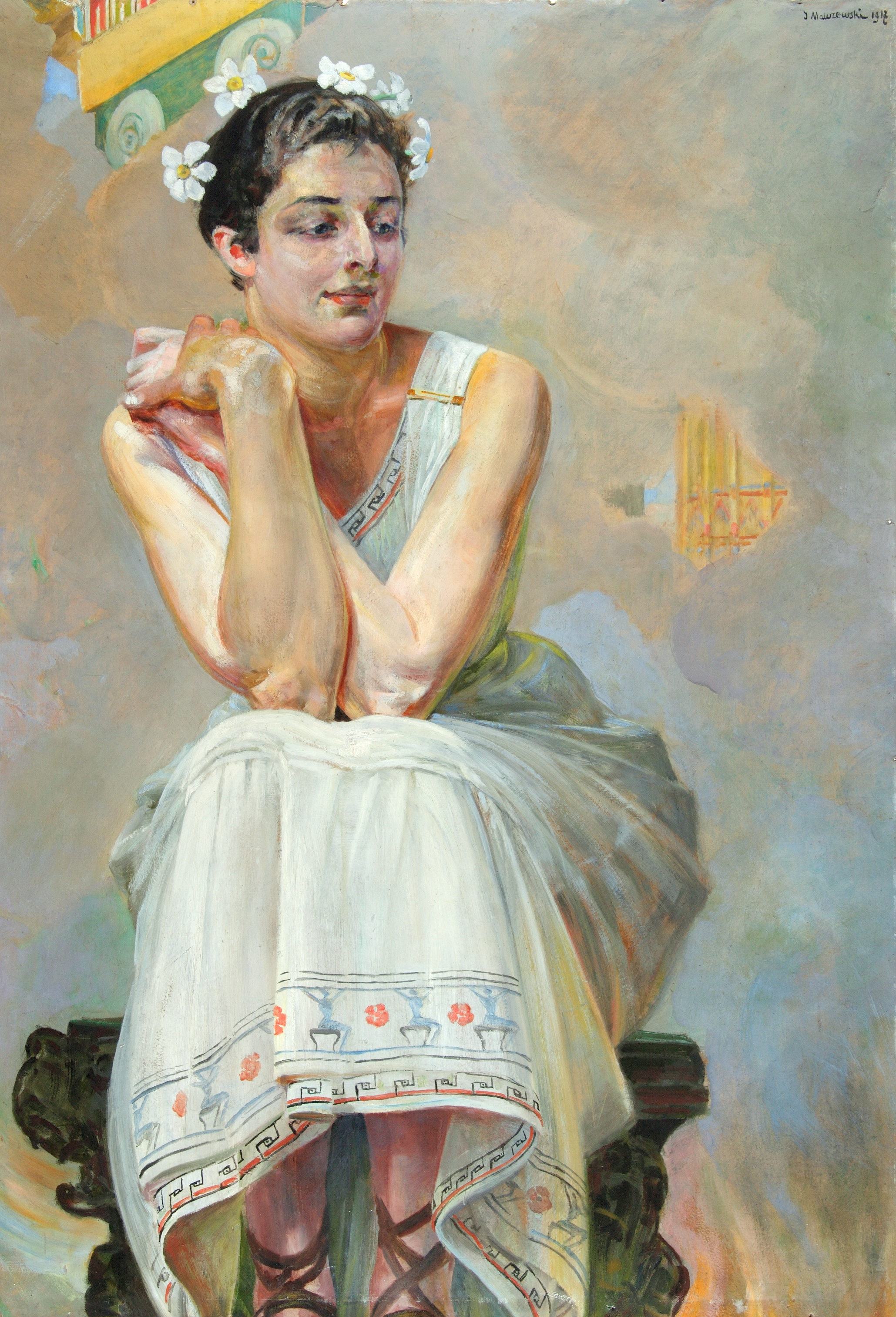
Я.Мальчевський, «Піфія», 1917, Нац. Музей, Кельці, Польща.